# Félix Carvajal
Félix de la Caridad Carvajal y Soto, zvaný El Andarín (18. března 1875, San Antonio de los Baños – 27. ledna 1949, Havana) byl kubánský atlet, účastník maratónského běhu na olympiádě v roce 1904.

## Život
Carvajal, který pracoval jako listonoš, se dozvěděl o chystané olympiádě v Saint Louis a chtěl se jí zúčastnit. Protože neměl peníze na cestu, uspořádal sbírku: běhal havanskými ulicemi a vybíral od kolemjdoucích peníze. Získané prostředky mu však stačily pouze na cestu lodí do New Orleans, dál cestoval pěšky nebo stopem. Do dějiště olympiády dorazil až v den konání maratónského závodu a na start nastoupil ve svém jediném oblečení: polobotkách a dlouhých kalhotách, které mu nakonec jeden pořadatel ustříhl u kolen. Přesto se dokázal Carvajal držet ve vedoucí skupině závodu a podle svědků působil velmi svěže, občas se dokonce zastavoval a lámanou angličtinou se bavil s diváky u trati. Okolo třicátého kilometru jej ale přemohl hlad (údajně naposledy jedl čtyřicet hodin před závodem) a natrhal si u cesty pár jablek. Nezralé ovoce mu způsobilo zažívací potíže, přesto dokončil závod na čtvrtém místě. Statečný výkon Carvajalovi vynesl sympatie publika a označení Šampion chudých.
Přihlásil se také na Athénské olympijské mezihry v roce 1906, ale kvůli špatnému přepočtu na juliánský kalendář dorazil do Athén až po závodě.
Na Kubě se dosud užívá pořekadlo „Běháš jako Andarín“. Bernardo José Mora napsal knihu Félix Carvajal, corredor de maratón.